# Миљаковац
Миљаковац је насеље у Београду у општини Раковица.
Миљаковац 1 саграђен 1970, а Миљаковац 2 1973. Данас постоји и Миљаковац 3, самоникло насеље приватних кућа, смештено иза миљаковачке шуме. Новонастало насеље је добило и аутобуску линију 48.Такође постоји и мини бус линија 505 која иде трасом од Миљаковца 1 до Миљаковца 3. Миљаковац је иначе познат по Миљаковачким изворима за које се сматра да су једни од најчистијих извора у Београду.
Миљаковац је почео да се насељава 1930-тих, био је "најудаљеније београдско насеље", на самој ивици градског атара. Када су плацеви у Железничкој колонији (Канарево брдо) постали прескупи, неки чиновници железнице су прешли у овај крај - до 1937. било је 28 кућа са око 150 становника. Постојала је и железничка станица Миљаковац, која се налазила на крају насеља.
Миљаковац се састоји из 3 дела: Миљаковац 1, Миљаковац 2 и Миљаковац 3. Миљаковац 1 је окружен зеленилом и парковима. На Миљаковцу 1 преовлађују стамбене зграде док има и део са приватним кућама, које су оивичен улицама Борска, Станка Пауновића и Димитрија Котуровића. Овде се и налази се и ОШ „Франце Прешерн“. Има осветљење, фудбалски, кошаркашки и тениски терен као и веома пространо двориште. Такође, ова основна школа је позната по бројним наградама из спорта и важи за школу са најбољим фудбалерима. Миљаковац 1 је и добро обезбеђен трговинским и услужним објектима, аутобуским линијама које користе терминус (54, 502, 505 и 506), пролазним линијама (47, 50, 59 и 94), линије које каче ободе Миљаковца 1 (3А, 37, 42, 48, 501 и 504) и железничком станицом Раковица, која се налази у непосредној близини Миљаковца 1, а железничку станицу користи градска (БГ воз), међуградска и регионална железница.
Миљаковац 2 је познат по свом извору (који се одликује релативно ниским процентом физичко-хемијске и бактериолошке неисправности.) и обилном парку под истоименим именом, овде такође преовлађују стамбене зграде, углавном петоипоспратнице и седмоспратнице. Састоји се из тениског, фудбалског и кошаркашког терена. Има доста зеленила с обзиром да је у близини и Миљаковачка шума. Ова шума такође пружа могућности за рекреацију.
Између Миљаковца 2 и Канаревог Брда налази се пространа пољана на којој становници овог насеља свакодневно уживају у разним рекреацијама. Поред парка "Извор" пролазе аутобуска линија 48 који иде од Панчевачког моста до Миљаковца 3, минибус линија 505 повезује Миљаковац 1, 2 и 3, пролазна ноћна линија 47 од Трга Републике до Ресника. Миљаковац 3 је кренуо да се развија деведесетих година 20 века. Данас је то велико насеље приватних кућа, у центру се могу наћи понеке стамбене зграде. Окружено је Миљаковачком шумом. Овај део Миљаковца је забаченије и мирније место. Налазе се само приватни поседи. Током времена, Миљаковац 3 је добио доста трговинских и услужних објеката због брзине ширења овог насеља и пораста популације. Разни инвеститори су заинтересовани за улагање на Миљаковцу 3 тако да се насеље полако шири. Миљаковац 3 и Јајинци се полако приближавају, због све више насељавања становника на Миљаковцу 3.
Миљаковац окружују насеља: Канарево Брдо, Јајинци, Ресник, Раковица и Стари Кошутњак.

## Галерија
- Бувљак